# Centromerus albidus
Centromerus albidus är en spindelart som beskrevs av Simon 1929. Centromerus albidus ingår i släktet Centromerus och familjen täckvävarspindlar. Inga underarter finns listade i Catalogue of Life.